# Балик (село)
 Тази статия е за село Балик.  За болярина вижте Балик.  
Ба̀лик е село в Североизточна България. То се намира в община Тервел, област Добрич. До 1942 година името на селото е Саръ̀ Небѝ.

## География
Село Балик е сравнително малко селище, има три махали: долна, горна и отсрещна. Населено е предимно с турци. Условията на живот не са много добри, препитаването е трудно. Младите не се задържат в селото. Селото се намира на 40 километра от Добрич.

## Население
Преброяване на населението през 2011 г.
Численост и дял на етническите групи според преброяването на населението през 2011 г.:
|                     | Численост | Дял (в %) |
| Общо                | 224       | 100,00    |
| Българи             | 4         | 1,78      |
| Турци               | 218       | 97,32     |
| Цигани              | 0         | 0,00      |
| Други               | 0         | 0,00      |
| Не се самоопределят | 0         | 0,00      |
| Неотговорили        | 1         | 0,44      |

## Културни и природни забележителности
Около селото се намират много на брой пещери. Ето и имената им:
Деляната пещера, Черната дупка, Саръ кая, Герека, Асар кале, Кючюк гяур евлери, Мечата дупка, Момина дупка, Хумбата, Качулатата дупка, Фурната и Суекова дупка.
На 1 май се провежда традиционно шествие до пещерите.

## Редовни събития
Ежегодно се провежда молитва за дъжд на 3 май.